# Nicolaas Zannekin
Nicolaas Zannekin ou Nicolas Zanekin, Colin Sannequin ou en encore Claes Zannequin, (° Lampernisse , entre Furnes et Dixmude, à la fin du XIIIe siècle - Cassel, 23 août 1328). Marchand, tribun et aventurier flamand, il est le chef de la révolte des Karls (1325-1328) contre le comte de Flandre Louis de Nevers et son suzerain Philippe VI, le roi de France, à qui Louis avait demandé de l'aide.

## Biographie
Inscrit sur les registres de la bourgeoisie de Bruges, il se rendit populaire par ses talents d'orateur mis au service de la défense des libertés urbaines. Menant avec Sohier Jansseune (Zegher Janssone) une bande qui prit pour cible les biens des patriciens, il s'empara de Furnes, où il fut accueilli en libérateur, puis de Dunkerque (1325). À la tête dès lors d'une véritable révolte, il se comporta comme un seigneur sur les terres soulevées contre le comte Louis de Nevers. Courtrai rejoignit Bruges dans la révolte et le comte, qui avait voulu effrayer la population en mettant le feu à la ville, y fut capturé et emprisonné à Bruges (1325-1326). Les révoltés prirent ensuite Ypres et furent rejoints par les tisserands gantois chassés de leur ville.
Zanekin ne put s'emparer d'Audenarde ni de Gand et fut battu une première fois à Assenède, d'où il put s'enfuir. Il continua à mener l'agitation jusqu'à fédérer des troupes face à l'ost royal réuni à l'appel du comte. Mais ses troupes se firent battre à la bataille de Cassel et lui-même y trouva la mort, le 23 août 1328.
Cet homme d'origine simple ne manquait pas d'esprit. Peu avant cette bataille de Cassel, il se moqua de la manière dont Philippe VI avait accédé au trône de France, notamment en peignant sur les étendards un coq avec l'inscription : Quand ce coq icy chantera, le Roy trouvé cy entrera,.